# Oskar Jascha
Oskar Jascha, né le 4 juin 1881 à Vienne et y décédé le 9 janvier 1948, est un compositeur et chef d'orchestre autrichien.

## Biographie
Oskar Jascha a étudié au Conservatoire de la Société des Amis de la Musique de Vienne et travaille comme chef d'orchestre en Allemagne, aux Pays-Bas et en Italie. Ensuite, il est engagé au Theater an der Wien et au Burgtheater. Il compose de nombreuses opérettes, dont Die Brasilianerin qui est créée en 1923 au Carltheater et Revanche pour le Burgtheater. Il écrit également écrit des comédies musicales comme  Ade, du liebes Elternhaus oder Ich hab mein Herz in Heidelberg verloren et des revues, comme In Berlin ist was los en 1905 au Carltheater. Dans l'ensemble, son œuvre comprend quelque 200 opus.
Après son retour d'exil, en 1945, il travaille au Burgtheater et à la Radio de Vienne, dont il dirige l'orchestre.
Décédé en 1948, il repose au Cimetière central de Vienne (VII, 1). En 1955, une rue de Vienne-Hietzing, la  Oskar-Jascha-Gasse est nommée en son honneur.

## Source de traduction
- (de) Cet article est partiellement ou en totalité issu de l’article de Wikipédia en allemand intitulé « Oskar Jascha » (voir la liste des auteurs).